# Santuario de Canólich
El santuario de Canólich (Mare de Déu de Canòlic en catalán) es un santuario mariano edificado donde se encontró la talla románica de Nuestra Señora de Canólich, situado en la parroquia andorrana de San Julián de Loria, donde se venera a la Virgen de Canòlic. La etimología del topónimo Canòlic no está nada clara. Se han hecho ciertas elucubraciones, pero ciertas grafías utilizadas en la Edad Media, como canolig, todavía dificultan más encontrar una explicación sobre el origen de la palabra. En todo caso, es difícil que provenga del latín canonicu, porque no se tiene constancia que la canónica de la Seo de Urgel tuviera posesiones en el lugar.

## Descripción
Se accede, pasado Bixessarri, a través del collado de la Gallina, por unas impresionantes curvas hasta llegar al santuario de Canòlic, situado a 1635 m de altitud, en las vertientes de levante de la Sierra Plana. Delante del puente románico de Aixovall hay un pequeño oratorio, a la izquierda del Valira, con una imagen de esta virgen y desde donde, antiguamente, los peatones que transitaban a pie dirigían la mirada para divisar el santuario de Canòlic, que solo es visible desde un claro del bosque.
En el presente no se conserva ninguna estructura de la antigua iglesia románica que debió de existir en el lugar, como lo testimonia la pervivencia de una talla policromada de la Virgen María. Según la tradición, esta figura fue encontrada el año 1223 por un pastor de Bixessarri gracias a una paloma blanca que lo llevaba con insistencia hacia una pequeña balma, donde ahora se levanta el santuario de Canólich. Esta imagen mariana es una talla policromada románica, muy expresiva.
El santuario es un edificio de factura moderna, de principios del siglo XX, que se restauró entre los años 1973 y 1979. Exteriormente consta de una nave rectangular y campanario de espadaña. En el interior presenta una vuelta de cañón y un gran arco con un retablo barroco dedicado a Santa María. Alrededor de la iglesia hay mesas y barbacoas y al otro lado de la carretera un restaurante y hotel.

## Virgen de Canólich
La Virgen de Canólich es la patrona de la parroquia de San Julián de Loria y se conserva en la iglesia parroquial de iglesia parroquial de San Julián y San Germán, de San Julián de Loria. Sus habitantes suben en gran número al santuario el último sábado de mayo cuando se celebra el encuentro para venerar la imagen. Esta Virgen María fue coronada por el vaticano en 1999. El año anterior, se celebró el 775 aniversario del encuentro de la virgen (1223 –1998).

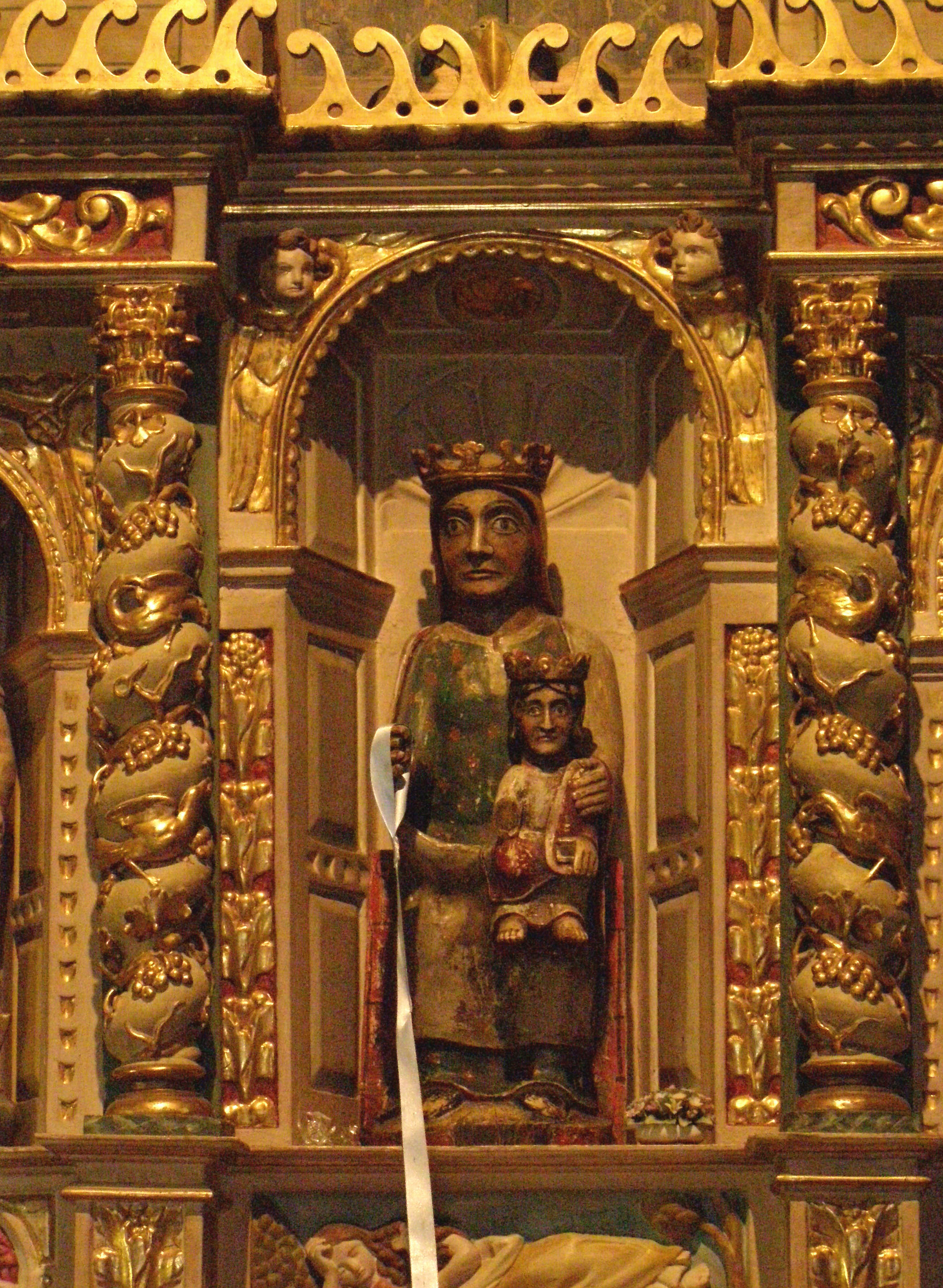
Maredéu
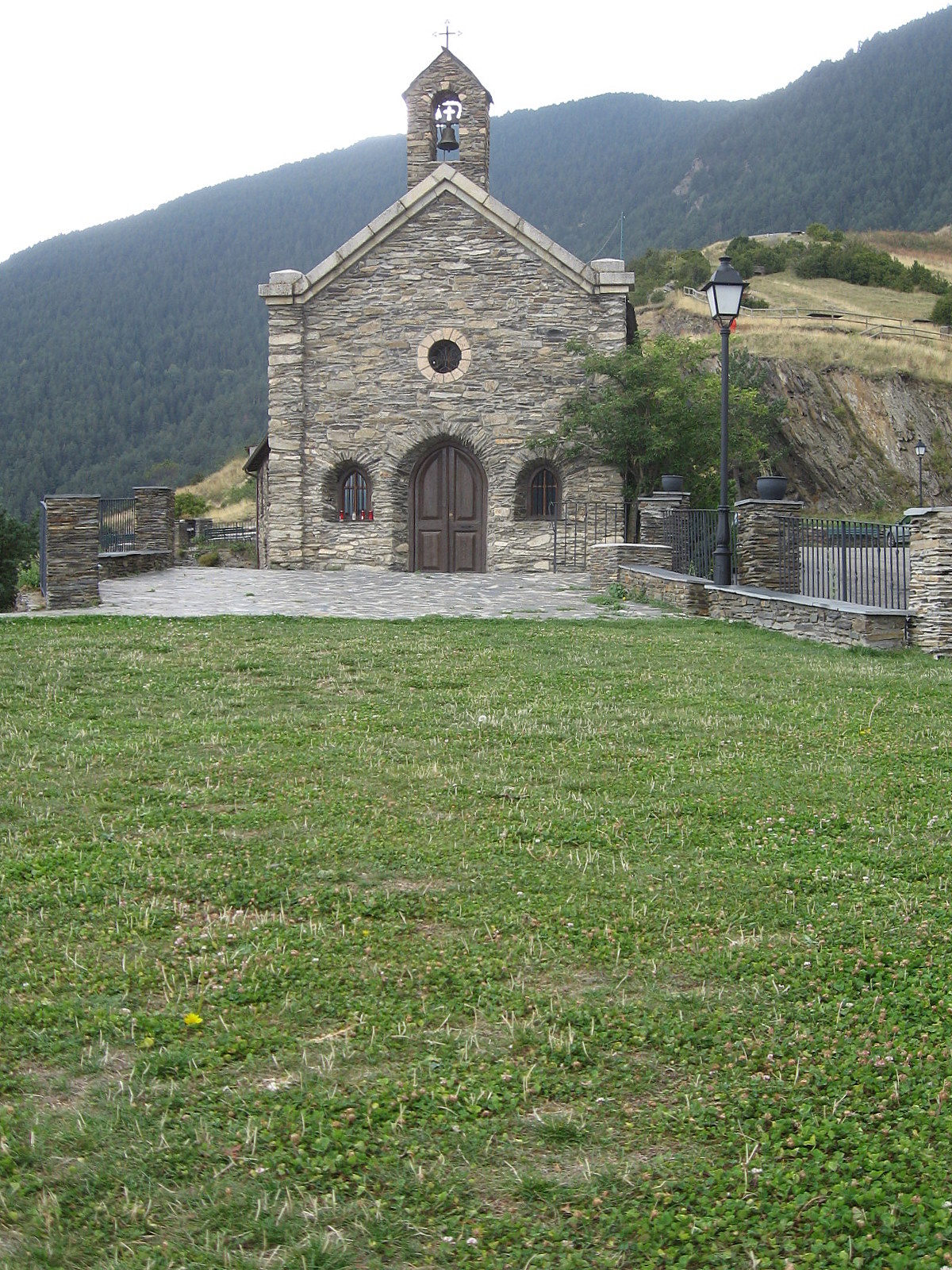
Patio delantero
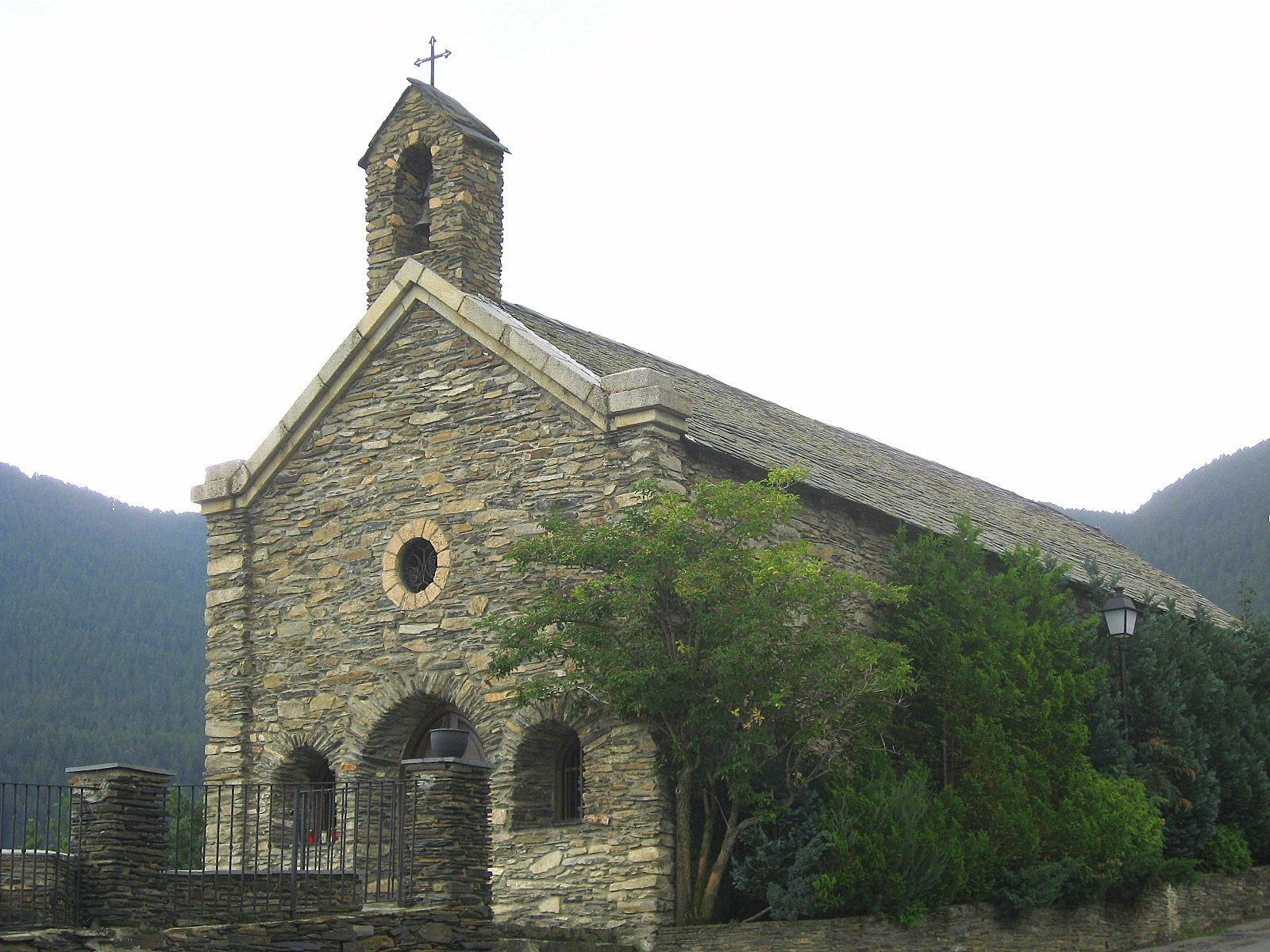
Fachada norte
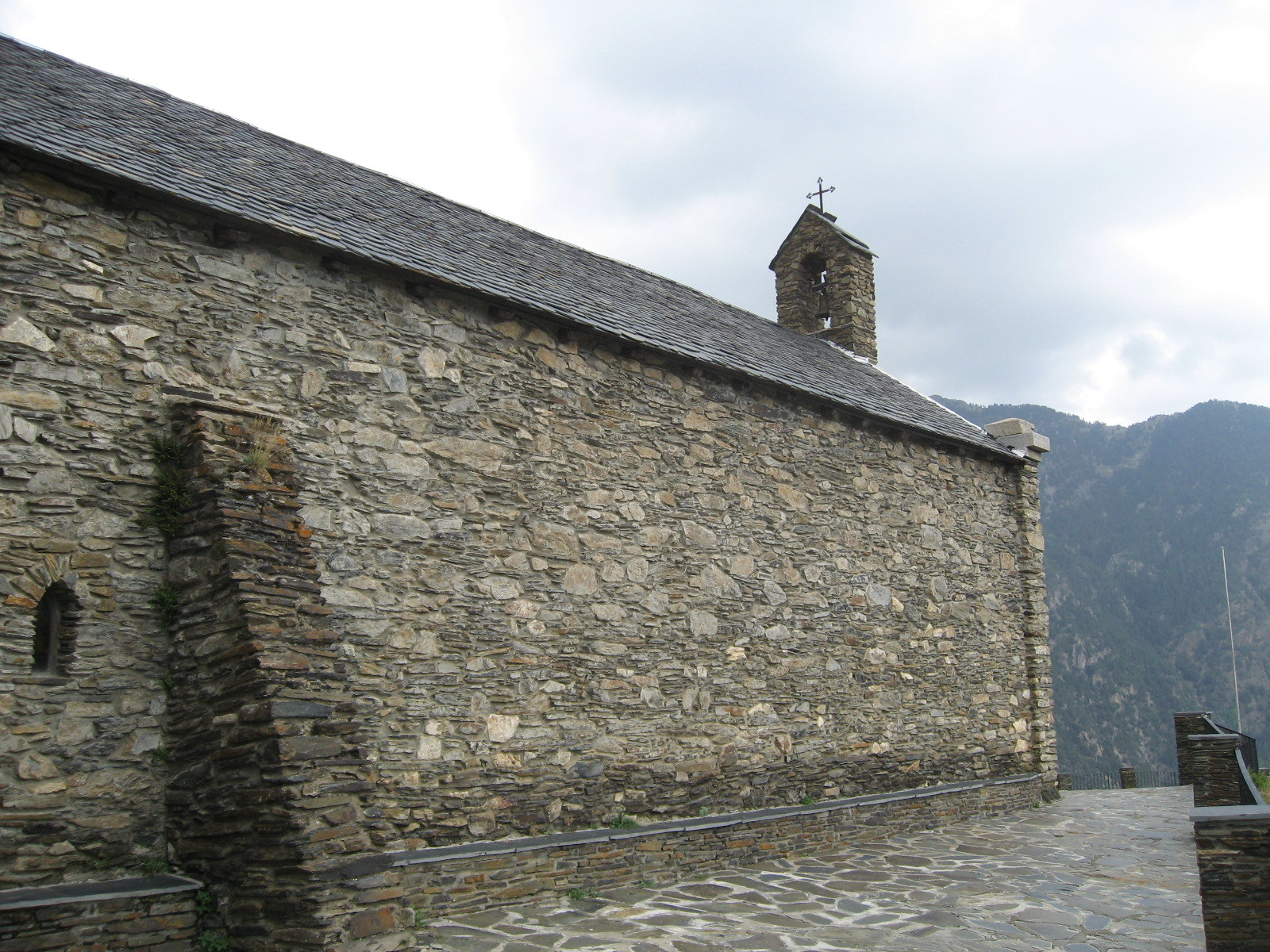
Pared sur